# Тибамат
Тибаматът е химично съединение с формула C13H26N2O4, седативен и сънотворен препарат, патентован през 1960 г. Тибаматът при прием се превръща в мепробамат.
В Швеция е класифициран като наркотик, включен в списък V, което означава, че не е обхванат от международните конвенции за наркотиците.